# The Saint Strikes Back
The Saint Strikes Back is een Amerikaanse misdaadfilm uit 1939 onder regie van John Farrow. Destijds werd de film in Nederland uitgebracht onder de titel De Saint slaat terug.

## Verhaal
Wanneer de Saint leest over een rechercheur die ongewild terechtgekomen is in een web van corruptie, reist hij naar San Francisco. Samen met de rechercheur en een ex-crimineel maken ze jacht op de georganiseerde misdaad.

## Rolverdeling
| Acteur           | Personage                |
| ---------------- | ------------------------ |
| George Sanders   | De Saint                 |
| Wendy Barrie     | Val Travers              |
| Jonathan Hale    | Rechercheur Fernack      |
| Jerome Cowan     | Cullis                   |
| Barry Fitzgerald | Zipper Dyson             |
| Neil Hamilton    | Allan Breck              |
| Robert Elliott   | Hoofdrechercheur Webster |
| Russell Hopton   | Harry Donnell            |
| Edward Gargan    | Pinky Budd               |
| Robert Strange   | Politiecommissaris       |
| Gilbert Emery    | Martin Eastman           |
| James Burke      | Politieagent             |
| Nella Walker     | Betty Fernack            |